# Richard Witschge
Richard Witschge (Amszterdam, 1969. szeptember 20. –) holland válogatott labdarúgó. Testvére Rob Witschge szintén válogatott labdarúgó.
A holland válogatott tagjaként részt vett az 1990-es világbajnokságon és az 1996-os Európa-bajnokságon.

## Sikerei, díjai
AFC Ajax
- Holland bajnok (2): 1989–90, 1997–98
- Holland kupa (3): 1986–87, 1997–98, 1998–99
- Holland szuperkupa (1): 2002
- Kupagyőztesek Európa-kupája (1): 1986–87

Barcelona
- Spanyol bajnok (2): 1991–92, 1992–93
- Spanyol szuperkupa (2): 1991, 1992
- Bajnokcsapatok Európa-kupája (1): 1991–92
- UEFA-szuperkupa (1): 1992

Blackburn Rovers
- Angol bajnok (1): 1994–95

Girondins de Bordeaux
- Intertotó-kupa (1): 1995